# Relationer mellan Brasilien och Sverige
Relationer mellan Brasilien och Sverige är de diplomatiska förbindelserna mellan Brasilien och Sverige. Brasilien har en ambassad i Stockholm och Sverige har en ambassad i Brasília. Diplomatiska förbindelser upptogs den 5 januari 1826.

### Fotnoter
1. ↑  ”Brasilien”. Sveriges regering. Arkiverad från originalet den 6 april 2015. https://web.archive.org/web/20150406100144/http://www.regeringen.se/sb/d/2580/a/13956. Läst 7 februari 2015.